# Tivat
Tivat (serbe cyrillique : Тиват; en italien : Teodo) est une ville et une municipalité du Monténégro. En 2003, la ville comptait 9 467 habitants et la municipalité 13 630.

## Géographie
Tivat est une ville côtière située dans le sud-ouest du Monténégro, dans les Bouches de Kotor.

## Histoire
Tivat était, sous la république de Venise, une partie de l'Albania Venetia de 1420 à 1797.
En 1899, les Autrichiens y construisent un arsenal naval qui va transformer le port en petite ville industrielle. Cet arsenal sera au cours du XXe siècle, le lieu de construction et d'entretien de la marine yougoslave. Lors de la dissolution de la Serbie-et-Monténégro, le nouvel État du Monténégro hérita de la flotte de guerre de la fédération, ainsi que des installations portuaires l'abritant. N'en trouvant plus l'utilité et n'ayant pas les moyens d'entretenir l'arsenal, celui-ci fut revendu à un milliardaire canadien, Peter Munk, qui décida d'y construire une station balnéaire et une gigantesque marina baptisée « Porto Montenegro ».

## Localités de la municipalité de Tivat
La municipalité de Tivat compte 12 localités :
|  | - Bogdašići - Bogišići - Gornja Lastva - Gošići - Donja Lastva - Đuraševići - Krašići - Lepetani - Milovići - Mrčevac - Radovići - Tivat |

## Démographie

### Ville

#### Évolution historique de la population dans la ville
| 1948  | 1953  | 1961  | 1971  | 1981  | 1991  | 2003  |
| ----- | ----- | ----- | ----- | ----- | ----- | ----- |
| 2 483 | 2 835 | 3 368 | 4 225 | 6 280 | 8 230 | 9 467 |

En 2010, la population de Tivat était estimée à 10 155 habitants.